# Рид, Кейт
Кейт Рид (англ. Kate Reid, 4 ноября 1930 — 27 марта 1993) — канадская актриса.

## Жизнь и карьера
Рид сыграла почти восемьдесят ролей на большом и малом экранах на протяжении своей карьеры и впервые достигла известности благодаря ролям в британских фильмах. В начале шестидесятых она переехала в США, где дебютировала на бродвейской сцене в постановке «Кто боится Вирджинии Вулф», а в последующие годы дважды номинировалась на премию «Тони» за свои драматические роли. В середине шестидесятых Рид переехала в Канаду, где добилась известности благодаря главным ролям в пьесах «Макбет» и «Укрощение строптивой», а в 1974 году получила Орден Канады.
Рид снялась в ряде кинофильмов, наиболее известные из которых «Штамм „Андромеда“», «Неустойчивое равновесие», за который она номинировалась на премию «Золотой глобус» за лучшую женскую роль второго плана, а также «Атлантик-Сити» и «Приятный танец сердец». Она сыграла роль злой матери героини Натали Вуд в фильме 1966 года «Предназначено на слом», хотя была старше актрисы всего на восемь лет. На телевидении она известна благодаря своей второстепенной роли в сериале «Даллас», в котором она появлялась в 1982—1986 годах. Также в разные годы она номинировалась на премии «Эмми» и «Золотой глобус» за свои роли в телефильмах.
Кейт Рид умерла от рака мозга в Стратфорде, Онтарио, в возрасте 62 лет в 1993 году.